# Бобаренко, Николай Семёнович
Николай Семёнович Бобаренко (27 ноября 1930 — 16 апреля 1996) — советский шоссейный велогонщик, выступал на всесоюзном уровне в период 1950-х годов. Участник летних Олимпийских игр в Хельсинки, пятикратный чемпион СССР, чемпион РСФСР, победитель и призёр многих велогонок республиканского значения, мастер спорта. Также известен как тренер по велоспорту, тренер сборной РСФСР и ДЮСШ ДСО «Локомотив», заслуженный тренер РСФСР.

## Биография
Николай Бобаренко родился 27 ноября 1930 года. Активно заниматься велоспортом начал в Свердловске в спортивной секции при Окружном доме офицеров.
В начале 1950-х годов приобрёл репутацию одного из сильнейших шоссейных гонщиков Советского Союза. В общей сложности пять раз выигрывал первенство СССР по велоспорту, одерживал победы на многих многодневных гонках республиканского значения, становился бронзовым призёром проходившей в Москве велогонки «По Садовому кольцу», серебряным призёром многодневной гонки Калинин — Москва — Калинин, принимал участие в V Всемирном фестивале молодёжи и студентов в Варшаве. Почти на протяжении всего десятилетия входил в основные составы сборных команд РСФСР и СССР.
Наиболее престижными соревнованиями в его спортивной карьере стали летние Олимпийские игры 1952 года в Хельсинки, первая Олимпиада советской национальной сборной. Тем не менее, Бобаренко выступил здесь неудачно: в групповой гонке не смог проехать все 190 км — отстал от лидеров более чем на круг и был за это дисквалифицирован. В гонке в составе команды выступал совместно с партнёрами Евгением Клевцовым, Анатолием Колесовым и Владимиром Крючковым, в результате из-за произошедшего завала из всей их команды полностью дистанцию групповой гонки преодолел только Клевцов.
Советское руководство оказалось крайне недовольно таким неудачным выступлением Бобаренко на столь важных и ответственных соревнованиях, в итоге вскоре после завершения Олимпиады молодой спортсмен был лишён звания мастера спорта СССР. При всём при том, он продолжил выступать в шоссейных гонках, в течение последующих нескольких лет принял участие ещё во многих соревнованиях, и в 1960 году ему всё же вернули звание мастера спора.
Завершив карьеру спортсмена, Николай Бобаренко целиком посвятил себя тренерско-преподавательской деятельности. В период 1957—1965 годов работал тренером в сборной команде РСФСР по шоссейному велоспорту. Кроме того, в 1961—1991 годах занимал должность старшего тренера свердловской Детско-юношеской спортивной школы № 8 при добровольном спортивном обществе «Локомотив». За долгие годы тренерской работы подготовил множество талантливых спортсменов, удостоен почётного звания «Заслуженный тренер РСФСР», награждён нагрудным знаком «Отличник физической культуры и спорта». Ветеран спорта, ветеран труда. В поздние годы регулярно участвовал в соревнованиях по шоссейному велоспорту в качестве судьи республиканской категории.
Умер 16 апреля 1996 года. Похоронен на Широкореченском кладбище в Екатеринбурге
В память Бобаренко в Екатеринбурге ежегодно проводятся соревнования по велокроссу.